# Tadeusz Stercel
Tadeusz Stercel (ur. 1925 we Lwowie, zm. 23 kwietnia 1991) – polski żużlowiec.
Wychowanek Unii Gorzów Wielkopolski. Reprezentował gorzowskie kluby żużlowe (Unię, Gwardię i Stal) łącznie w sezonach 1948–1952 i 1955–1962. W latach 1953–1954 jeździł w Stali Świętochłowice. Był pierwszym żużlowcem Stali, który wziął udział w eliminacjach indywidualnych mistrzostw Polski – 15 sierpnia 1957 roku wystąpił w półfinale w Lesznie (12. miejsce).